# Артонж
Артонж (фр. Artonges) насеље је и општина у североисточној Француској у региону Пикардија, у департману Ен (Пикардија) која припада префектури Шато Тјери.
По подацима из 2011. године у општини је живело 193 становника, а густина насељености је износила 14,71 становника/km². Општина се простире на површини од 13,12 km². Налази се на средњој надморској висини од 165 метара (максималној 211 m, а минималној 140 m).

## Демографија
| 1962. | 1968. | 1975. | 1982. | 1990. | 1999. | 2011. |
| ----- | ----- | ----- | ----- | ----- | ----- | ----- |
| 229   | 235   | 159   | 142   | 134   | 145   | 193   |

График промене броја становника у току последњих година